# Gammelstadsfjärden, Norrbotten
Gammelstadsfjärden är en sjö i Luleå kommun i Norrbotten och ingår i Luleälvens huvudavrinningsområde. Sjön har en area på 22,7 kvadratkilometer och ligger 0 meter över havet. Sjön avvattnas av vattendraget Luleälven (Stora Luleälven).

## Delavrinningsområde
Gammelstadsfjärden ingår i det delavrinningsområde (729558-178157) som SMHI kallar för Utloppet av Gammelstadsfjärden. Medelhöjden är 13 meter över havet och ytan är 58,29 kvadratkilometer. Räknas de 1407 avrinningsområdena uppströms in blir den ackumulerade arean 25 232,91 kvadratkilometer. Avrinningsområdets utflöde Luleälven (Stora Luleälven) mynnar i havet. Avrinningsområdet består mestadels av skog (34 procent) och jordbruk (12 procent). Avrinningsområdet har 22,44 kvadratkilometer vattenytor vilket ger det en sjöprocent på 38,5 procent. Bebyggelsen i området täcker en yta av 4,07 kvadratkilometer eller 7 procent av avrinningsområdet.